# Naser Al Shami
Naser Al Shami (en árabe: ناصر الشامي) (Siria, 27 de junio de 1982) es un deportista olímpico sirio que compitió en boxeo, en la categoría de peso pesado y que consiguió la medalla de bronce en los Juegos Olímpicos de Atenas 2004.

## Palmarés internacional
| Juegos Olímpicos | Juegos Olímpicos | Juegos Olímpicos  | Juegos Olímpicos |
| Año              | Lugar            | Medalla           | Prueba           |
| ---------------- | ---------------- | ----------------- | ---------------- |
| 2004             | Atenas (Grecia)  | Medalla de bronce | Peso pesado      |